# Asensio Piqueras Panadero
Asensio Piqueras Panadero, conocido como Txentxo Piqueras, (Albacete, 1956-Murcia, 14 de mayo de 2022) fue un escritor, editor y promotor literario español, formado en Empresariales por la Universidad Complutense de Madrid, conocido por recuperar la Feria del Libro de Murcia.

## Biografía
Presidente de la Asociación de Creadores y Artistas (Palin) y de la Feria del Libro de Murcia, inició su andadura literaria con los blogs Cosas de mi cabeza y Colura donde fue escribiendo relatos que con posterioridad se hallan recogidos en más de una treintena de libros de diversas editoriales y en numerosas antologías. La prensa murciana lo consideró un aglutinador de creadores y artistas.
Falleció en Murcia el 13 de mayo de 2022 y su ciudad de acogida lo nombró Hijo Adoptivo.

## Obras
- Cosas de mi cabeza (Editorial Avance, 2013)
- Dentro, intimidades (Editorial Disliesind, 2015)
- 50 Pensamientos, poemas íntimos (Editorial Dokusou, 2016)
- Juego de sexos (Editorial Pluma Verde, 2016)
- Nuestros placeres en la cocina.[7]